# Kurt Zillmann
Kurt Zillmann (* 17. Juli 1906 in Kolberg; † 19. Januar 1992) war ein deutscher Jurist, Kriminalpolizist und SS-Führer.

## Studium und Eintritt in den Polizeidienst
Zillmann beendete seine Schullaufbahn an einem humanistischen Gymnasium in Neustettin mit dem Abitur und studierte anschließend Rechtswissenschaft. Noch während des Studiums bewarb er sich für den Polizeidienst und wurde 1931 als Kriminalkommissar-Anwärter beim Polizeipräsidium Magdeburg eingestellt. Am Polizei-Institut Charlottenburg absolvierte er ab Mitte September 1934 seine Ausbildung zum Kriminalkommissar und wurde 1935 als Kriminalkommissar auf Probe bei der Kriminalpolizei in Köln eingestellt. Ab November 1936 war er Fachlehrer für Kriminologie und Kriminalistik am Polizei-Institut Charlottenburg, der späteren Führerschule der Sipo und des SD.

## Zweiter Weltkrieg

### Angehöriger der Einsatzgruppe z. b. V.
Beim Überfall auf Polen zu Beginn des Zweiten Weltkrieges Anfang September 1939 gehörte Zillmann  der durch Udo von Woyrsch geführten Einsatzgruppe z. b. V. an, die im polnischen Teil Oberschlesiens angebliche Aufstände von Polen „mit allen zur Verfügung stehenden Mitteln“ niederschlagen sollte. Zillmann war Adjutant von Otto Hellwig, der ein Teilkommando dieser Einsatzgruppe z. b. V. leitete und Kommandeur der Führerschule der Sipo und des SD in Berlin-Charlottenburg war. Als Adjutant hatte Zillmann die Aufgabe, die Weisungen seines Vorgesetzten umzusetzen. Das Teilkommando Hellwig marschierte über Kattowitz, Krakau und Tarnów bis nach Przemyśl und verübte währenddessen Massenerschießungen an jüdischen Polen.

### Leiter der Kriminalpolizei in Luxemburg
Nach der deutschen Besetzung Luxemburgs im Mai 1940 wurde Zillmann dorthin als Leiter der Kriminalpolizei versetzt. Im selben Jahr wurde er Mitglied der NSDAP. In dieser Funktion war der Kriminalrat enger Mitarbeiter des Chefs der Zivilverwaltung (CdZ) Gustav Simon im CdZ-Gebiet Luxemburg und mitverantwortlich für die Vertreibung und Deportation von Juden sowie das Vorgehen gegen den luxemburgischen Widerstand. Eigenen Angaben zufolge hatte Zillmann in Personalunion zwischenzeitlich eine Kriminalpolizeistelle in Trier aufgebaut und ab Februar 1944 die Kriminalpolizeistelle Koblenz geleitet. Im Zuge der Befreiung Luxemburgs durch die Alliierten im September 1944 setzte sich Zillmann nach Deutschland ab. Bei Kriegsende im Mai 1945 wurde Zillmann im Rang eines SS-Sturmbannführers (SS-Nr. 310.214) beim Reichssicherheitshauptamt geführt, wo er dem SD zugeteilt war.

## Nachkriegszeit und Wiederaufnahme in die Kriminalpolizei Schleswig-Holsteins
Nach Kriegsende bestritt er drei Jahre lang seinen Lebensunterhalt als Bauhilfsarbeiter. Mit geschönten biografischen Angaben gelang es ihm, im Juni 1948 in Schleswig-Holstein als Kriminaloberinspektor wieder in den Polizeidienst einzutreten und die Leitung der Kriminalpolizei in Bad Oldesloe zu übernehmen. Zillmann wurde 1953 zum Regierungskriminalrat befördert und mit der Leitung der Kriminalpolizei in Lübeck betraut.

### Leiter des LKA Schleswig-Holstein
Im Mai 1959 wechselte er als Leiter des Landeskriminalamtes Schleswig-Holstein nach Kiel, wo er in Personalunion auch Referent der Polizeiabteilung im Schleswig-Holsteinischen Innenministerium wurde. Im Herbst 1959 war Zillmann mit den Ermittlungen gegen den NS-Euthanasie-Täter Werner Heyde und den Vorbereitungen zu dessen Verhaftung betraut. Heyde, der den Aliasnamen Fritz Sawade führte, setzte sich jedoch am 5. November 1959 aus Flensburg ab und stellte sich am 13. November 1959 der Staatsanwaltschaft in Frankfurt am Main. Zillmann war am 5. November über den Verdacht informiert worden, dass Sawade mit Heyde identisch sei und dass der Chef der Psychiatrischen und Nervenklinik der Kieler Universität, Gustav Ernst Störring, zur Aufklärung beitragen könne, da Störring zusammen mit Heyde in Würzburg tätig gewesen war. Zillmann unterließ eine Befragung Störrings und versäumte einen Blick in das Bundeskriminalblatt, in dem Heyde seit 1953 zur Fahndung ausgeschrieben war. Nach Godau-Schüttke „drängt sich geradezu auf“, dass Zillmann Heyde vor der bevorstehenden Festnahme gewarnt haben könnte.
Im August 1964 trat Zillmann mit 18 weiteren ranghohen Polizeibeamten aus Schleswig-Holstein als Leumundszeuge für den in Haft befindlichen Kollegen Waldemar Krause auf, der als Leiter eines Einsatzkommandos widerrechtlicher Exekutionen beschuldigt wurde. Im Einzelnen ging es bei einem Haftprüfungstermin um die Frage, ob Krause nach Entlassung aus der Untersuchungshaft fluchtverdächtig sei. Nachdem Krauses Polizeikollegen versichert hatten, finanziell für ihn zu bürgen, was ein ungewöhnlicher Vorgang war, wurde Krause aus der Untersuchungshaft entlassen.
Nach Erreichen der Altersgrenze trat Zillmann als Oberkriminalrat und Regierungskriminaldirektor Ende September 1966 in den Ruhestand.

### Ermittlungen gegen Zillmann und Zeugeneinvernahme
Im Jahr vor seiner Pensionierung zog das Kieler Justizministerium noch Erkundigungen über Zillmann bei der Zentralen Stelle der Landesjustizverwaltungen ein. Während dieser Zeit wurde auch ein parlamentarischer Untersuchungsausschuss des Landtags Schleswig-Holstein gebildet, der die NS-Vergangenheit von Beamten in Schleswig-Holstein erforschte. Obwohl Zillmanns Zugehörigkeit zur Einsatzgruppe z. b. V. bekannt war, verliefen staatsanwaltschaftliche Ermittlungen gegen ihn im Sande. Zillmann selbst soll damit geprahlt haben, durch das LKA in Kiel vorab über Ermittlungen gegen ihn informiert worden zu sein. Er führte an, dass man sich im Zuge des Verfahrens gegen Woyrsch erst nach viereinhalb Jahren an ihn gewandt habe. Im Januar 1981 gab er in einer Zeugenvernehmung durch einen Beamten des Landeskriminalamtes Bayern an, als Adjutant im Teilkommando Hellwig weder bei Erschießungen zugegen gewesen zu sein, noch davon etwas mitbekommen zu haben. Im selben Monat wurden die Ermittlungen gegen Zillmann mangels Beweises eingestellt.
Zillmann ist im Braunbuch der DDR aufgeführt.
Laut Dieter Schenk steht Zillmann „als Beispiel für viele Polizisten dieser Generation, die vielfach einer deutsch-nationalen Gedankenwelt verhaftet waren und der Bundesrepublik gegenüber eher distanziert eingestellt blieben, selbst wenn sie die demokratischen Spielregeln des neuen Staates anerkannten. Von der Öffentlichkeit fühlten sie sich missverstanden und ungerecht behandelt“.